# Complesso Monte Bosco e Scorace
Complesso Monte Bosco e Scorace este o arie protejată (arie specială de conservare — SAC, sit de importanță comunitară — SCI) din Italia întinsă pe o suprafață de 606 ha, integral pe uscat.

## Localizare
Centrul sitului Complesso Monte Bosco e Scorace este situat la coordonatele 37°59′18″N 12°45′25″E / 37.988333°N 12.756944°E.

## Înființare
Situl Complesso Monte Bosco e Scorace a fost declarat sit de importanță comunitară în septembrie 1995 pentru a proteja 8 specii de animale. Situl a fost protejat și ca arie specială de conservare în decembrie 2015.

## Biodiversitate
Situată în ecoregiunea mediteraneană, aria protejată conține 6 habitate naturale: Tufărișuri termo-mediteraneene și de pre-deșert, Păduri de Quercus suber, Galerii de Salix alba și de Populus alba, Iazuri temporare mediteraneene, Pseudostepă cu ierburi și specii anuale de Thero-Brachypodietea, Păduri de stejar alb estice.
La baza desemnării sitului se află mai multe specii protejate de  păsări (8): cuc (Cuculus canorus), Falco biarmicus, sfrâncioc cu cap roșu (Lanius senator), pietrar sur (Oenanthe oenanthe), grangur (Oriolus oriolus), codroșul de pădure (Phoenicurus phoenicurus), turturică (Streptopelia turtur), pupăză (Upupa epops)
Pe lângă speciile protejate, pe teritoriul sitului au mai fost identificate 37 de specii de plante, 1 specie de păsări, 2 specii de mamifere, 3 specii de reptile.